# Luis de Guindos
Pour les articles homonymes, voir Guindo et Jurado.
Luis de Guindos Jurado (/ˈlwis ðe ˈɣĩn̪dos xuˈɾaðo/) est un économiste et homme politique espagnol, né le 16 janvier 1960 à Madrid. Il est membre du Parti populaire (PP).
Il mène sa carrière professionnelle en alternance entre le secteur privé et la haute fonction publique. Il est notamment secrétaire d'État à l'Économie entre 2002 et 2004, puis directeur exécutif de Lehman Brothers pour l'Espagne et le Portugal de 2006 à 2008. Il occupe par la suite des postes de directeur et d'administrateur dans le monde de la finance.
Il revient en politique en 2011, quand Mariano Rajoy lui confie le poste de ministre de l'Économie et de la Compétitivité. Son portefeuille est élargi en 2016 aux questions industrielles. Il démissionne en mars 2018 pour rejoindre la Banque centrale européenne en qualité de vice-président.

## Biographie

### Formation
Titulaire d'une licence en sciences économiques et commerciales, obtenue au collège universitaire d'études financières (CUNEF) de l'université Complutense de Madrid, il passe avec succès les concours de la fonction publique et intègre le corps supérieur des techniciens commerciaux et économistes de l'État.

### Du public au privé
En 1986, il est nommé conseiller au secrétariat d'État à l'Économie et à la Planification, du ministère de l'Économie et des Finances, puis devient, en 1987, sous-directeur général du secrétariat général au Commerce. Cependant, il quitte ses fonctions à peine un an plus tard pour rejoindre le secteur privé, en tant qu'associé et administrateur de AB Asesores.

### Carrière sous Aznar
Avec l'arrivée au pouvoir du Parti populaire (PP) de José María Aznar, en 1996, il retrouve la haute administration. 
Nommé directeur général de la Politique économique et de la Protection de la concurrence, au sein du ministère de l'Économie et des Finances le 5 décembre, il est promu au rang de secrétaire général, avec les mêmes attributions, au sein du nouveau ministère de l'Économie, quatre ans plus tard. Le 13 juillet 2002, à la suite d'un important remaniement ministériel, il devient secrétaire d'État à l'Économie, en remplacement de José Folgado.

### Retour dans le privé
Le PP ayant perdu les élections générales de 2004 au profit du Parti socialiste ouvrier espagnol (PSOE), il est remplacé, le 19 avril 2004, par David Vegara. Il rejoint alors le monde des affaires. En avril 2006, il est désigné président exécutif de la banque d'affaires américaine Lehman Brothers pour l'Espagne et le Portugal. À ce poste, il aurait dissimulé aux autorités les informations qu’il détenait sur les comptes truqués de la banque et sur les signes annonciateurs de sa faillite. Après la faillite de l'établissement en septembre 2008, il devient président exécutif de la firme Nomura Securities pour ces deux mêmes pays. Toutefois, il abandonne ce poste dès le mois de décembre, pour prendre celui de responsable des services financiers de PricewaterhouseCoopers, qu'il occupe jusqu'en janvier 2010. À partir de ce moment-là, il siège dans divers conseils d'administration.

### Ministre de l'Économie
Le 22 décembre 2011, un mois après la victoire du PP aux élections générales anticipées, Luis de Guindos est nommé ministre de l'Économie et de la Compétitivité par le nouveau président du gouvernement, Mariano Rajoy. Son ministère réunit des compétences autrefois séparées entre le ministère de l'Économie et des Finances, le ministère de l'Industrie, et le ministère de la Science.
Il participe à la réunion du Groupe Bilderberg de 2013 et 2017,,.

### Vice-président de la BCE
Lors d'une réunion de l'Eurogroupe le 19 février 2018, il est choisi sur proposition du gouvernement espagnol comme prochain vice-président de la Banque centrale européenne (BCE). Trois jours plus tôt, la commission des Affaires économiques et monétaires du Parlement européen avait rendu un avis consultatif dans lequel elle indiquait sa préférence pour l'autre candidat, le président de la banque centrale irlandaise Philip R. Lane, au profil plus technique et moins politique que Guindos. Le 7 mars, Rajoy indique qu'il sera remplacé dès le lendemain par Román Escolano, vice-président de la Banque européenne d'investissement (BEI), un choix promu par le ministre sortant.

## Distinctions
- Grand-croix de l'ordre de Charles III